# Kommandant der Seeverteidigung Albanien
Der Kommandant der Seeverteidigung Albanien, kurz Seekommandant Albanien, war ein regionaler Küstenbefehlshaber der deutschen Kriegsmarine im Zweiten Weltkrieg mit Sitz in Tirana, später in Durazzo. Er war dem Kommandierenden Admiral Adria unterstellt.

## Geschichte
Nach dem Waffenstillstand Italiens Anfang September 1943 und dem damit einhergehenden Austritt aus der Achse wurde Albanien von der Wehrmacht (Sonderkommando Albanien) besetzt. Die deutschen Interessen in Albanien galten dem Schutz der albanischen Küste vor einer alliierten Landung und der Kontrolle über die Straße von Otranto und damit dem Zugang zur Adria.
Im September 1943 wurde der Kommandant der Seeverteidigung Albanien in Tirana aufgestellt. Im Januar 1945 wurde die Dienststelle aufgelöst.

## Unterstellte Dienststellen und Verbände
Der Befehlsbereich umfasste die albanische und montenegrinische Küste bis Kotor.
Dem Seekommandanten waren folgende Verbände und Dienststellen unterstellt:
- Marine-Artillerie-Abteilung 612
- Marine-Artillerie-Abteilung 623
- Hafenkommandanten in Vlora, Durrës und Kotor.
- Marineausrüststelle Kotor
- Marinelazarett Kotor

## Seekommandanten
Folgende Personen waren als Seekommandanten eingesetzt:
- Fregattenkapitän Joachim Asmus: September 1943, anschließend Kommandant der Seeverteidigung Westadria
- Kapitän zur See Otto Loycke: September 1943 – November 1944
- Korvettenkapitän Alfred Rodenbücher: November 1944 – Januar 1945 mit der Wahrnehmung der Geschäfte beauftragt